# The Empire Strikes First (single)
The Empire Strikes First is een single van de Amerikaanse punkband Bad Religion. Het is het elfde nummer van het dertiende album van de band, The Empire Strikes First. De tekst is afkomstig van gitarist Brett Gurewitz in samenwerking met gitarist Brian Baker.

## Samenstelling
- Greg Graffin - zang
- Brett Gurewitz - gitaar
- Brian Baker - gitaar
- Greg Hetson - gitaar
- Jay Bentley - basgitaar
- Brooks Wackerman - drums